# 175625 Canaryastroinst
175625 Canaryastroinst este o planetă minoră (asteroid), cu un diametru de 6,236 km, din centura de asteroizi. A fost descoperită pe 23 iulie 2007 la Observatorio Astronómico de La Sagra⁠(d) de Observatorul Astronomic din Mallorca⁠(d) și a fost numită după Instituto de Astrofísica de Canarias. 
Obiectul prezintă o orbită caracterizată de o semiaxă mare de 2,7400727260871 UAi, o excentricitate de 0,21485976900343, o înclinație de 12,828625906839 ° în raport cu ecliptica.